# Міле (місто)
Міле (кит. спр. 弥勒市, піньїнь: Mílè Shì) — місто-повіт у південнокитайській провінції Юньнань, Хунхе-Хані-Їська автономна префектура.

## Географія
Міле розташовується у центрі Юньнань-Гуйчжоуського плато — висота понад 1000 метрів над рівнем моря нівелює спекотний клімат низьких широт.

### Клімат
Місто знаходиться у зоні, котра характеризується вологим субтропічним кліматом. Найтепліший місяць — липень із середньою температурою 21.9 °C (71.4 °F). Найхолодніший місяць — січень, із середньою температурою 9.6 °С (49.3 °F).
| Клімат Міле (сел. Міян) | Клімат Міле (сел. Міян) | Клімат Міле (сел. Міян) | Клімат Міле (сел. Міян) | Клімат Міле (сел. Міян) | Клімат Міле (сел. Міян) | Клімат Міле (сел. Міян) | Клімат Міле (сел. Міян) | Клімат Міле (сел. Міян) | Клімат Міле (сел. Міян) | Клімат Міле (сел. Міян) | Клімат Міле (сел. Міян) | Клімат Міле (сел. Міян) | Клімат Міле (сел. Міян) |
| Показник                | Січ.                    | Лют.                    | Бер.                    | Квіт.                   | Трав.                   | Черв.                   | Лип.                    | Серп.                   | Вер.                    | Жовт.                   | Лист.                   | Груд.                   | Рік                     |
| Середня температура, °C | 9,6                     | 11,7                    | 15,4                    | 18,8                    | 21,3                    | 21,8                    | 21,9                    | 21,3                    | 19,9                    | 17,3                    | 13,5                    | 10,1                    | 16,9                    |
| Норма опадів, мм        | 13.7                    | 17.4                    | 20.9                    | 37.8                    | 97.6                    | 162.8                   | 180.8                   | 175.1                   | 110.9                   | 72.3                    | 40.6                    | 14.9                    | 944.8                   |
| Днів з опадами          | 8,5                     | 6,7                     | 6,6                     | 9,6                     | 13,7                    | 18,5                    | 20,9                    | 21,2                    | 16,4                    | 14,4                    | 10,5                    | 9,5                     | 156,5                   |
| Вологість повітря, %    | 71.5                    | 67.7                    | 63.3                    | 64.7                    | 69.6                    | 77.9                    | 80.4                    | 80.2                    | 79.6                    | 78.6                    | 77                      | 73.6                    | 73.7                    |
| ----------------------- | ----------------------- | ----------------------- | ----------------------- | ----------------------- | ----------------------- | ----------------------- | ----------------------- | ----------------------- | ----------------------- | ----------------------- | ----------------------- | ----------------------- | ----------------------- |
| Джерело: Weatherbase    |                         |                         |                         |                         |                         |                         |                         |                         |                         |                         |                         |                         |                         |